# Gerrit van der Waals
Gerrit (Ger) Hendrikus Maria van der Waals (Soerabaja, 24 april 1920 - Moskou, 11 augustus 1948) was een Nederlandse tweede luitenant der infanterie van het Koninklijk Nederlandsch-Indisch Leger en verzetsman tijdens de Tweede Wereldoorlog.

## Levensloop
Van der Waals werd geboren in Soerabaja waar hij ook naar de HBS ging. Omstreeks 1937 vertrok hij naar Nederland. Hij ging naar de Koninklijke Militaire Academie in Breda, en wilde na de driejarige opleiding naar Nederlands-Indië terugkeren om daar te dienen in het KNIL. Echter kon hij zijn opleiding niet afmaken omdat de oorlog uitbrak. In 1940 werd hij als cadet gepromoveerd tot tweede luitenant. Als beroepsofficier werd hij in 1942 naar een krijgsgevangenkamp in Stanislau gebracht. Op 21 augustus 1943 lukte het hem om als eerste Nederlandse officier te ontsnappen, waarna hij te voet over de Karpaten Hongarije bereikte.

### Verzet en gevangenschap
Hongarije was niet in oorlog met Nederland en stuurde gevluchte geallieerde krijgsgevangen niet weg. Hij bleef in Hongarije en raakte in Boedapest betrokken bij het verzet, waaraan zich tot januari 1944 nog 11 gevluchte Nederlandse officieren zouden toevoegen. In maart 1944 viel nazi-Duitsland Hongarije binnen.
De groep van Van der Waals maakte in Boedapest onder meer valse papieren voor joden, hielp geallieerde militairen en redde daardoor velen het leven. In december 1944 kreeg Van der Waals van de Hongaarse verbindingsman met codenaam ALBERT (Gabor Haraszty) de opdracht om bij een boerderij in het gehucht Csiribpuszta bij het Velencemeer contact te leggen met de Sovjets. Deze ALBERT werkte, net als een ander prominent Nederlands lid van de verzetsgroep, Philips-directeur Lolle Smit - codenaam PETERS, voor de Britten (Special Operations Executive).
Het bleek een val te zijn: Van der Waals viel op 8 december 1944 in handen van de Sovjet organisatie voor contraspionage SMERSJ, vrij vertaald 'Dood aan de Spionnen', die direct achter de frontlinies waren begonnen met het oppakken van van spionage verdachte personen - zowel geallieerde als Duitse. In januari 1945 kwam hij terecht in de gevangenis van Loebjanka en daarna in Lefortovskaja en Boetirskaja. De Smersj probeerde hem te laten bekennen en martelde hem onder meer door het toedienen van drugs, maar een bekentenis kregen ze er niet door.

### Overlijden
In 1946 deed Van der Waals een poging tot zelfmoord door in een liftschacht te springen, maar zijn val werd door een stang gebroken. Zijn gezondheid werd steeds slechter door ondervoeding. Op 11 augustus 1948 overleed Van der Waals in het hospitaal van de Lefortovskaja-gevangenis aan de gevolgen van tbc. Van der Waals is op 13 augustus 1948 gecremeerd, zijn as is met aan zekerheid grenzende waarschijnlijkheid verstrooid op de (Nieuwe) Donskoj begraafplaats in "massagraf № 3", de plaats waar de as van de slachtoffers van repressie door de geheime dienst terechtkwam.
Pas op 28 september 1955 gaven de Russische autoriteiten toe dat zij Van der Waals hadden gekend en pas toen kreeg de familie te horen dat hij in 1948 overleden en gecremeerd was. In oktober 1956 kreeg de Oorlogsgravenstichting toestemming een steen te plaatsen op een cenotaaf op de Vedensky-begraafplaats in Moskou. Elk jaar op 4 mei wordt hij daar door de Nederlandse gemeenschap herdacht.

## Onderscheidingen
Bij Koninklijk Besluit werd Van der Waals per 3 april 1948 postuum onderscheiden met een Bronzen Kruis. De moeder van Van der Waals nam de onderscheiding in ontvangst die aan Gerrit was verleend wegens:
Heeft zich door moedig optreden tegenover de vijand onderscheiden door einde 1943 uit het krijgsgevangenkamp voor Nederlandse officieren te Stanislau te ontsnappen en over de Karpathen Boedapest te bereiken.

Voorts door in Boedapest, ook nadat Hongarije in maart 1944 door de Duitsers was bezet, zoveel mogelijk de Nederlandse en geallieerde zaak onder dikwijls moeilijke en gevaarvolle omstandigheden op beleidvolle wijze te dienen.

Ten slotte door zich eind 1944 naar het oprukkende Russische leger te begeven, na zich vrijwillig daarvoor beschikbaar te hebben gesteld, waarna niets meer van hem is vernomen.